# Chœur philharmonique de Berlin
Le Chœur philharmonique de Berlin (Philharmonischer Chor Berlin en allemand) est un chœur allemand, basé à Berlin, fondé en 1882.

## Historique
Fondé le 5 décembre 1882 par Siegfried Ochs sous le nom de Siegfried Ochs'scher Gesangverein, le chœur prend quelques années après le nom de Philharmonischer Chor Berlin,.
Aujourd'hui composé d'environ 130 choristes amateurs, c'est l'un des principaux chœurs d'oratorios allemands.
Le Chœur philharmonique de Berlin se produit avec tous les orchestres berlinois mais organise sa propre saison de concerts et fonctionne indépendamment de l'Orchestre philharmonique de Berlin, avec lequel il est cependant souvent associé.

## Directeurs artistiques
Comme directeurs artistiques du chœur, se sont succédé :
- Siegfried Ochs (1882-1929) ;
- Otto Klemperer (1929-1933) ;
- Carl Schuricht (1933-1934) ;
- Günther Ramin (1935-1943) ;
- Hans Chemin-Petit (en) (1943-1981) ;
- Uwe Gronostay (en) (1982-2002) ;
- Jörg-Peter Weigle (depuis 2003).

## Commandes
Le chœur est à l'origine de commandes passés aux compositeurs Hans Chemin-Petit (en) (Kassandra, 1982) et Heinz Werner Zimmermann (en) (The Hebrew Chillen's Hallelu, 1986 ; Te Deum, 2000), notamment.

## Créations
Le Chœur philharmonique de Berlin est le créateur de plusieurs œuvres, de Max Bruch (Heldenfeier, 1915), Hans Chemin-Petit (en) (Psaume 98, 1962), Paul Hindemith (Das Unaufhörliche, 1931) et Hugo Wolf (Elfenlied et Der Feuerreiter, 1894), notamment. 